# Justin Rogers (giocatore di football americano 1998)
Justin Haasan Rogers (Gardena, 9 giugno 1998) è un ex giocatore di football americano statunitense, che ha giocato come cornerback.
Dopo aver giocato per gli UTEP Miners si trasferisce ai tedeschi Hamburg Sea Devils; nel 2023 torna negli Stati Uniti agli Orlando Guardians (selezionato al 9º giro dell'open draft della XFL, con la scelta 67), poi di nuovo in ELF ai Munich Ravens.